# Димитровче (село)
Димитровче (болг. Димитровче) — село в Болгарии. Находится в Хасковской области, входит в общину Свиленград. Население составляет 286 человек.

## Политическая ситуация
В местном кметстве Димитровче, в состав которого входит Димитровче, должность кмета (старосты) исполняет Йордан Колев Костадинов (Болгарская социалистическая партия (БСП)) по результатам выборов.
Кмет (мэр) общины Свиленград — Георги Стоянов Манолов (инициативный комитет) по результатам выборов.